# Translație (geometrie)
În geometria euclidiană, o translație este o transformare geometrică care deplasează fiecare punct al unei figuri sau al unui spațiu cu aceeași distanță într-o direcție dată. O translație poate fi, de asemenea, interpretată ca adăugarea unui vector la fiecare punct sau ca deplasarea originii sistemului de coordonate. Într-un spațiu euclidian orice translație este o izometrie. 
Poate fi evidențiată pe axa numerelor.

## Ca funcție
Dacă {\displaystyle \mathbf {v} } este un vector fix, vectorul translației, iar {\displaystyle \mathbf {p} } este poziția inițială a obiectului, atunci funcția de translație {\displaystyle T_{\mathbf {v} }} va fi {\displaystyle T_{\mathbf {v} }(\mathbf {p} )=\mathbf {p} +\mathbf {v} }.
Dacă {\displaystyle T} este o translație, atunci imaginea unei submulțimi {\displaystyle A} prin funcția {\displaystyle T} este translația lui {\displaystyle A} de către {\displaystyle T}. Translația lui {\displaystyle A} de către {\displaystyle T_{\mathbf {v} }} se notează de obicei {\displaystyle A+\mathbf {v} }.

### Translații orizontale și verticale
În geometrie o translație verticală (numită și deplasare verticală) este o translație a unei figuri geometrice într-o direcție paralelă cu axa verticală a sistemului de coordonate carteziene.

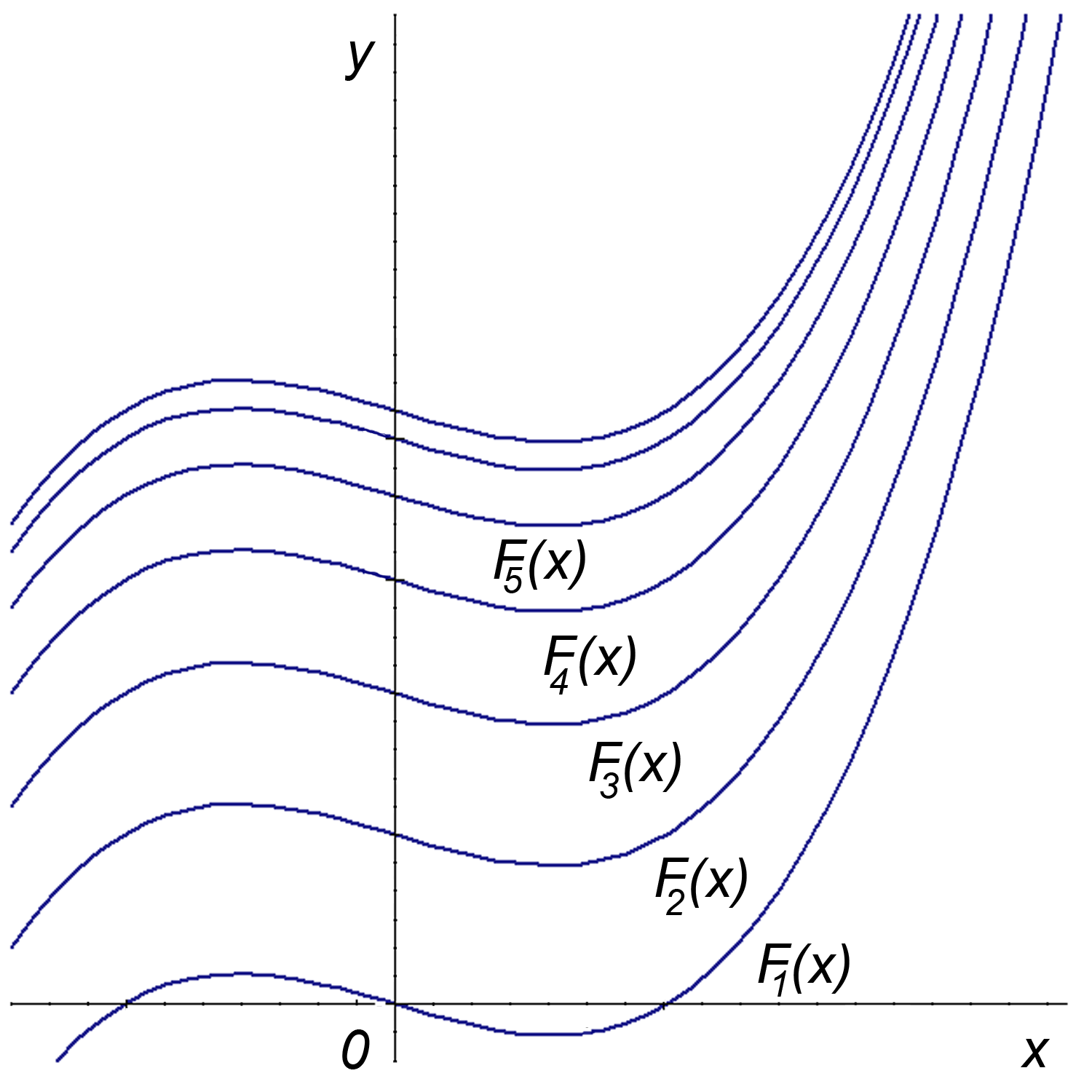
Graficele integralelor funcției.
Toate sunt aceeași curbă, translată pe verticală.

Adesea translațiile pe verticală apar în graficele unor funcții. dacă f' este o funcție de x, atunci graficul funcției {\displaystyle f(x)+c} (ale cărei valori se obțin prin adăugarea unei constante c la valorile lui f ) pot fi obținute printr-o translație verticală a graficului lui {\displaystyle f(x)} pe distanța c. De aceea funcția {\displaystyle f(x)+c} este uneori numită translația verticală a {\displaystyle f(x)}. De exemplu primitivele unei funcții diferă între ele printr-o constantă de integrare, ca urmare graficele lor sunt translații vericale ale lor.
Tot referitor la graficele funcțiilor, o translație orizontală este o transformare care are ca rezultat un grafic echivalent cu deplasarea sa la stânga sau la dreapta, în direcția axei x. Graficul este translat orizontal pe distanța k deplasând orizontal fiecare punct de pe grafic pe distanța k. pentru funcția {\displaystyle f(x)} și constanta k, funcția {\displaystyle g(x)=f(x-k)} poate fi obținută prin translarea pe orizontală a funcției {\displaystyle f(x)} pe distanța k. 
Dacă funcția de transformare se referă la geometrie este intuitiv de ce funcțiile sunt translate. În coordonate carteziene este naturală folosirea pentru translații a notațiilor de tipul:
{\displaystyle (x,y)\rightarrow (x+a,y+b)}
sau
{\displaystyle T(x,y)=(x+a,y+b)}
unde a și b sunt deplasările pe orizontală, respectiv pe verticală.

#### Exemplu
Fie parabola {\displaystyle y=x^{2}}; o translație orizontală la dreapta cu 5 unități va fi reprezentată de {\displaystyle T((x,\,y))=(x+5,\,y).} Pentru exprimarea în notația algebrică, fie ca poziția punctului (a, b) de pe parabola inițială să fie punctul (c, d) de pe parabola translată. Conform translației, {\displaystyle c=a+5\,} și {\displaystyle d=b.\,} Punctul pe parabola inițială a fost {\displaystyle b=a^{2}.\,} Punctul translat va fi dat de legătura dintre d și c în aceeași ecuație, cu {\displaystyle b=d\,} și {\displaystyle a=c-5\,}, adică {\displaystyle d=b=a^{2}=(c-5)^{2}.\,} Deoarece acest lucru este valabil pentru toate punctele de pe noua parabolă, noua ecuație este {\displaystyle y=(x-5)^{2}\,.}

### Aplicarea în fizica clasică
În fizica clasică, mișcarea de translație este mișcarea care schimbă poziția unui obiect, spre deosebire de rotație. De exemplu, conform lui Whittaker:
„Dacă un corp este mutat dintr-o poziție în alta și dacă liniile care unesc punctele inițiale și finale ale fiecăruia dintre punctele corpului sunt un set de linii drepte paralele de lungime ℓ, astfel încât orientarea corpul în spațiu nu este schimbată, deplasarea se numește o «translație paralelă cu direcția liniilor, pe distanța ℓ»”— E.T. Whittaker
O translație schimbă pozițiile tuturor punctelor {\displaystyle (x,y,z)} ale unui obiect conform formulei
{\displaystyle (x,y,z)\to (x+\Delta x,y+\Delta y,z+\Delta z)}
unde {\displaystyle (\Delta x,\ \Delta y,\ \Delta z)} este vectorul translației, același pentru fiecare punct al obiectului. Acest vector descrie o deplasare liniară a obiectului, fără a implica vreo rotație.
În spațiu-timp, o schimbare pe coordonata timpului este considerată a fi o translație.

## Ca operator
Operatorul de translație transferă funcția din poziția inițială {\displaystyle f(\mathbf {v} )}, în poziția finală {\displaystyle f(\mathbf {v} +\mathbf {\delta } )}. Adică {\displaystyle T_{\mathbf {\delta } }} este definită astfel încât {\displaystyle T_{\mathbf {\delta } }f(\mathbf {v} )=f(\mathbf {v} +\mathbf {\delta } ).} Operatorul este mai abstract decât funcția deoarece {\displaystyle T_{\mathbf {\delta } }} definește mai degrabă o relație între două funcții decât una între vectorii subiacenți. Operatorul de translație poate acționa pe mai multe tipuri de funcții, cum ar fi funcțiile de undă din mecanica cuantică.

## Ca grup
Mulțimea translațiilor formează grupul de translații {\displaystyle \mathbb {T} }, care este izomorf cu spațiul și este subgrupul normal al grupului euclidian {\displaystyle E(n)}. Grupul factor al {\displaystyle E(n)} prin {\displaystyle \mathbb {T} } este izomorf cu grupul ortogonal {\displaystyle O(n)}:
{\displaystyle E(n)/\mathbb {T} \cong O(n)}
Deoarece translația este comutativă, grupul de translație este un grup abelian. Există un număr infinit de translații posibile, deci grupul de translații este un grup infinit.
În teoria relativității restrânse, datorită tratării spațiului și timpului ca un singur spațiu-timp, translațiile se pot referi și la schimbări în coordonata timp. De exemplu, grupul galilean și grupul Poincaré permit translații în timp.

## Reprezentări matriciale
O translație este o transformare afină fără puncte fixe. Înmulțirea matricilor are întotdeauna originea într-un punct fix. Totuși, reprezentarea unei translații într-un spațiu vectorial prin înmulțirea matricilor folosind coordonate omogene este uzuală: un vector tridimensional {\displaystyle \mathbf {v} =(v_{x},v_{y},v_{z})} se scrie folosind 4 coordonate omogene sub forma {\displaystyle \mathbf {v} =(v_{x},v_{y},v_{z},1)}.
Pentru a transla un obiect cu vectorul {\displaystyle \mathbf {v} }, fiecare vector omogen {\displaystyle \mathbf {p} } (în coordonate omogene) poate fi înmulțit cu matricea translației:
{\displaystyle T_{\mathbf {v} }={\begin{bmatrix}1&0&0&v_{x}\\0&1&0&v_{y}\\0&0&1&v_{z}\\0&0&0&1\end{bmatrix}}}
Înmulțirea va da rezultatul dorit:
{\displaystyle T_{\mathbf {v} }\mathbf {p} ={\begin{bmatrix}1&0&0&v_{x}\\0&1&0&v_{y}\\0&0&1&v_{z}\\0&0&0&1\end{bmatrix}}{\begin{bmatrix}p_{x}\\p_{y}\\p_{z}\\1\end{bmatrix}}={\begin{bmatrix}p_{x}+v_{x}\\p_{y}+v_{y}\\p_{z}+v_{z}\\1\end{bmatrix}}=\mathbf {p} +\mathbf {v} }
Inversa unei matrice de translație poate fi obținută prin inversarea direcției vectorului:
{\displaystyle T_{\mathbf {v} }^{-1}=T_{-\mathbf {v} }.\!}
Similar, produsul matricilor de traducere se obține prin adunarea vectorilor:
{\displaystyle T_{\mathbf {v} }T_{\mathbf {w} }=T_{\mathbf {v} +\mathbf {w} }.\!}
Deoarece adunarea vectorilor este comutativă, spre deosebire de înmulțirea matricilor oarecare, înmulțirea matricelor de translație este și ea comutativă.

## Translația axelor
În timp ce în geometrie translația este considerată un proces activ, care schimbă poziția unei figuri geometrice, un rezultat similar poate fi obținut printr-o transformare pasivă care mută sistemul de coordonate, dar lasă figura fixă. Versiunea pasivă a unei translații geometrice active mai este cunoscută drept translația axelor.

## Simetrie de translație
Despre un obiect care arată la fel înainte și după translație se spune că are simetrie de translație. Un exemplu comun sunt funcțiile periodice.